# Bessude
Bessude (en sard, Bessude) és un municipi italià, dins de la província de Sàsser. L'any 2007 tenia 501 habitants. Es troba a la regió de Meilogu. Limita amb els municipis de Banari, Bonnanaro, Borutta, Ittiri, Siligo i Thiesi.

## Administració
| Període | Identitat    | Partit        |
| ------- | ------------ | ------------- |
| 2006-   | Luigi Cabras | Llista cívica |